# Midden-Sulawesi
Midden-Sulawesi (Indonesisch: Sulawesi Tengah) of ook wel Centraal-Sulawesi is een van de provincies van Indonesië, gelegen in het midden van het eiland Sulawesi. De provincië werd ingesteld op 13 april 1964.
De provincie met een totale oppervlakte van 68,033.71 km² grenst aan Gorontalo in het noorden, West-Sulawesi, Zuid-Sulawesi en Zuidoost-Sulawesi in het zuiden, de Molukken in het oosten, en de Straat Makassar in het westen.
Palu is de provinciehoofdstad. Andere grote steden in de provincië zijn: Ampana, Banggai, Bungku, Buol, Donggala, Kolonodale, Luwuk, Parigi, Poso en Toli-Toli.
Op 28 september 2018 was er een aardbeving in en rond Palu met een sterkte van 7,4 tot 7,7. Het epicentrum bevond zich 80 kilometer ten noorden van Palu en op 10 kilometer diepte. Een tsunami met tot vijf meter hoge golven trof de stad. Huizen en bruggen werden weggespoeld, de luchthaven gesloten en duizenden mensen gedood, gewond of vermist.

## Klimaat
Minimumtemperatuur 19.8- 22.6 °C

Maximumtemperatuur 34.0- 37.0 °C

Vochtigheidsgraad 78 - 83%

## Bestuurlijke indeling
De provincie Midden-Sulawesi bestaat uit twaalf regentschappen (kabupaten) en een stadsgemeente (kota):
| Regentschap                          | Hoofdstad     | Onder district | Desa Kelurahan | Locatie kaart |
| ------------------------------------ | ------------- | -------------- | -------------- | ------------- |
| Banggai                              | Luwuk         | 23             | 337            |               |
| Banggai Eilanden (Banggai Kepulauan) | Salakan       | 12             | 144            |               |
| Banggai Zee (Banggai Laut)           | Banggai       | 7              | 66             |               |
| Buol                                 | Buol          | 11             | 115            |               |
| Donggala                             | Donggala      | 16             | 167            |               |
| Morowali                             | Bungku        | 9              | 133            |               |
| Noord Morowali (Morowali Utara)      | Kolonodale    | 10             | 125            |               |
| Parigi Moutong                       | Parigi        | 23             | 283            |               |
| Poso                                 | Poso          | 19             | 166            |               |
| Sigi                                 | Sigi Biromaru | 15             | 176            |               |
| Tojo Una-Una                         | Ampana        | 12             | 146            |               |
| Toli-Toli                            | Toli-Toli     | 10             | 106            |               |
| Stadsgemeente                        |               |                |                |               |
| Palu                                 | Palu          | 8              | 45             |               |

## Bevolking
De gemiddelde jaarlijkse groei van de bevolking was in de periode 1990-2000 2.57% en in 2000-2010 1.96%.
| Jaar | Inwoners  |
| ---- | --------- |
| 1971 | 913.662   |
| 1980 | 1.289.635 |
| 1990 | 1.711.327 |
| 1995 | 1.938.071 |
| 2000 | 2.218.435 |
| 2010 | 2.635.009 |
| 2014 | 2.839.290 |